# Ha-Ushpizin
Ha-Ushpizin (em hebraico:   אושפיזין, lit. "convidados Sucot", do aramaico uspizin אושפיזין "convidados") é um filme israelense de 2005 dirigido por Gidi Dar e escrito por Rand Shuli.

## Enredo
Moshe e Mali Bellanga é um casal hassídico de baal teshuvá ("retornados ao judaísmo") pobre e sem filhos, na comunidade Breslov em Jerusalém. Depois que Moshe é preterido para uma bolsa que ele esperava, eles não podem pagar suas contas, muito menos se preparar para o próximo feriado judaico de Sucot. Moshe admira uma etrog, ou cidra, particularmente bonita, uma das quatro espécies necessárias para a observância do feriado. Eles se consolam recordando um ditado de Rabi Nachman de Breslov que os tempos difíceis são uma prova de fé. Depois de algumas oração angustiadas, eles recebem um presente monetário inesperado na véspera do feriado e Moshe compra o etrog por 1000 shekels (cerca de R$ 400,00), uma grande soma de dinheiro que é muito mais do que ele pode pagar. O casal é visitado por um par de fugitivos, um dos quais conheceu Moshe em sua juventude, vida não-religiosa. Os condenados se tornam seus convidados (ushpizin) na sucá, criando muitos conflitos e problemas no relacionamento de Moshe e Mali.